# Siikajärvi (sjö i Finland, Mellersta Finland, lat 62,38, long 25,85)
Siikajärvi är en sjö i Finland. Den ligger i kommunen Laukas i landskapet Mellersta Finland, i den centrala delen av landet, 250 km norr om huvudstaden Helsingfors. Siikajärvi ligger 139,5 meter över havet. I omgivningarna runt Siikajärvi växer i huvudsak barrskog. Den är 18,5 meter djup. Arean är 80,9 hektar och strandlinjen är 3,52 kilometer lång. Sjön  ingår i Kymmene älvs huvudavrinningsområde. 